# المدهارة (السبرة)

تعديل مصدري - تعديل

المدهارة هي إحدى قرى عزلة الأبروة بمديرية السبرة التابعة لمحافظة إب، بلغ تعداد سكانها 552 نسمة حسب تعداد اليمن لعام 2004.